# Fairfield by Marriott
Fairfield by Marriott – amerykańska sieć hotelowa należąca do grupy Marriott International. Sieć posiada 1 204 działających hoteli, w których jest dostępnych 119 271 pokoi (31 grudnia 2021). Nazwa pochodzi od posiadłości Fairfield Farm w Hume, w stanie Wirginia, którą nabył John Willard Marriott jako rodzinny ośrodek wypoczynkowy.   

## Historia
Sieć powstała w październiku 1987 r. pod nazwą Fairfield Inn & Suites. Marriott International opracował koncepcję, aby konkurować z innymi ekonomicznymi sieciami hoteli o ograniczonych usługach (poniżej 45 USD za noc), takimi jak Days Inn, Hampton Inn i Red Roof Inn. Pierwszy hotel został otwarty w październiku 1987 roku w Atlancie w stanie Georgia. Kierownictwo wdrożyło terminale, aby goście mogli oceniać hotele jako „doskonałe”, „przeciętne” lub „słabe”. Marriott był wtedy w stanie śledzić ważne wskaźniki i zapewniać doskonałą obsługę klienta. Dodatkowo selekcja pracowników kładła nacisk na zatrudnianie przyjaznych i pozytywnie nastawionych osób, co również zmniejszało ich rotację. Osiągnięto to poprzez zapewnienie wyższych płac od konkurencji.
Marka obejmowała początkowo nieruchomości nazywane „Fairfield Suites”, jednak w 1998 r. nieruchomości te stały się oddzielną marką SpringHill Suites w ramach korporacji Marriott. Obejmowały one zarówno apartamenty jak i pokoje pod nazwą Fairfield Inn and Suites. Sieć generalnie odeszła od drzwi otwieranych na zewnątrz w swoich nowszych budynkach.
W 2019 roku otwarto Fairfield Inn & Suites Denver Tech Center, tysięczny obiekt Fairfield na świecie oraz zmieniono nazwę sieci Fairfield Inn and Suites na obecną.

## Hotele
Do sieci należy 1 280 hoteli na całym świecie. W Europie hotele Fairfield by Marriott nie występują (20 marca 2023).

### Ameryka Południowa
- Kolumbia

| * Fairfield by Marriott Bogota Embajada | * Fairfield Medellin Sabaneta |

- Peru

| * Fairfield Inn & Suites Lima | * Fairfield Lima Miraflores |

### Ameryka Północna
- Kanada

| * Fairfield by Marriott Edmonton International Airport | * Fairfield Inn & Suites Edmonton North | * Fairfield Inn & Suites Moncton          | * Fairfield Inn & Suites Ottawa Kanata | * Fairfield Inn & Suites Sault Ste. Marie        | * Fairfield Inn & Suites Toronto Mississauga |
| * Fairfield by Marriott Montreal Downtown              | * Fairfield Inn & Suites Guelph         | * Fairfield Inn & Suites Montreal Airport | * Fairfield Inn & Suites Penticton     | * Fairfield Inn & Suites St. John's Newfoundland | * Fairfield Inn & Suites Vernon              |
| * Fairfield Inn & Suites Barrie                        | * Fairfield Inn & Suites Kamloops       | * Fairfield Inn & Suites North Bay        | * Fairfield Inn & Suites Regina        | * Fairfield Inn & Suites Toronto Airport         | * Fairfield Inn & Suites West Kelowna        |
| * Fairfield Inn & Suites Belleville                    | * Fairfield Inn & Suites Kelowna        | * Fairfield Inn Toronto Oakville          | * Fairfield Inn & Suites Revelstoke    | * Fairfield Inn & Suites Toronto Brampton        | * Fairfield Inn & Suites Winnipeg            |
| * Fairfield Inn & Suites Calgary Downtown              | * Fairfield Inn & Suites Lethbridge     | * Fairfield Inn & Suites Orillia          | * Fairfield Inn & Suites Salmon Arm    |                                                  |                                              |

- Stany Zjednoczone

- Alabama

| * Fairfield Inn Dothan                   | * Fairfield Inn & Suites Athens I-65         | * Fairfield Inn & Suites Birmingham Colonnade/Grandview | * Fairfield Inn & Suites Enterprise | * Fairfield Inn & Suites Mobile Daphne/Eastern Shore | * Fairfield Inn & Suites Montgomery-EastChase Parkway |
| * Fairfield Inn Huntsville               | * Fairfield Inn & Suites Atmore              | * Fairfield Inn & Suites Birmingham Downtown            | * Fairfield Inn & Suites Gadsden    | * Fairfield Inn & Suites Mobile Saraland             | * Fairfield Inn & Suites Orange Beach                 |
| * Fairfield Inn & Suites Albertville     | * Fairfield Inn & Suites Auburn Opelika      | * Fairfield Inn & Suites Birmingham Fultondale/I-65     | * Fairfield Inn & Suites Mobile     | * Fairfield Inn & Suites Montgomery Airport South    | * Fairfield Inn Tuscaloosa                            |
| * Fairfield Inn & Suites Anniston Oxford | * Fairfield Inn & Suites Birmingham Bessemer | * Fairfield Inn & Suites Birmingham Pelham/I-65         |                                     |                                                      |                                                       |

- Alaska

- Fairfield Inn & Suites Anchorage Midtown

- Arizona

| * Fairfield Inn & Suites Buckeye Verrado | * Fairfield Inn & Suites Phoenix Chandler/Fashion Center | * Fairfield Inn & Suites Phoenix Tempe/Airport | * Fairfield Inn & Suites Sierra Vista            | * Fairfield Inn & Suites Yuma |
| * Fairfield Inn & Suites Flagstaff East  | * Fairfield Inn & Suites Phoenix Midtown                 | * Fairfield Inn & Suites Phoenix West/Tolleson | * Fairfield Inn & Suites Tucson North/Oro Valley |                               |

- Arkansas

| * Fairfield Inn Little Rock North           | * Fairfield Inn & Suites Conway       | * Fairfield Inn & Suites Fort Smith          | * Fairfield Inn & Suites Little Rock Benton | * Fairfield Inn & Suites Russellville |
| * Fairfield Inn & Suites Arkadelphia        | * Fairfield Inn & Suites El Dorado    | * Fairfield Inn & Suites Jonesboro           | * Fairfield Inn & Suites Memphis Marion, AR | * Fairfield Inn & Suites Springdale   |
| * Fairfield Inn & Suites Bentonville Rogers | * Fairfield Inn & Suites Fayetteville | * Fairfield Inn & Suites Little Rock Airport |                                             |                                       |

- Connecticut

| * Fairfield Inn & Suites Hartford Airport | * Fairfield Inn & Suites Hartford Manchester | * Fairfield Inn & Suites Plainville | * Fairfield Inn & Suites Springfield Enfield | * Fairfield Inn & Suites Uncasville Groton Area | * Fairfield Wallingford Meriden |

- Dakota Południowa

| * Fairfield Inn & Suites Aberdeen, SD | * Fairfield Inn & Suites Rapid City | * Fairfield Inn & Suites Sioux Falls | * Fairfield Inn & Suites Sioux Falls Airport | * Fairfield Inn & Suites Spearfish | * Fairfield Inn & Suites Yankton |

- Dakota Północna

| * Fairfield Inn & Suites Bismarck North | * Fairfield Inn & Suites Bismarck South | * Fairfield Inn & Suites Fargo | * Fairfield Inn & Suites Jamestown |

- Delaware

| * Fairfield Inn & Suites Dover | * Fairfield Inn & Suites Middletown | * Fairfield Inn & Suites Rehoboth Beach | * Fairfield Inn & Suites Wilmington New Castle |

- Floryda

| * Fairfield Inn Orlando Airport                         | * Fairfield Inn & Suites Destin                                | * Fairfield Inn & Suites Jacksonville Beach              | * Fairfield Inn & Suites Miami Airport South                              | * Fairfield Inn & Suites Orlando Ocoee             | * Fairfield Inn & Suites Tampa Fairgrounds/Casino        |
| * Fairfield Inn Pensacola I-10                          | * Fairfield Inn & Suites Fort Lauderdale Airport & Cruise Port | * Fairfield Inn & Suites Jacksonville Butler Boulevard   | * Fairfield Inn & Suites Miami Airport West/Doral                         | * Fairfield Inn & Suites Palm Beach                | * Fairfield Inn & Suites Tampa North                     |
| * Fairfield Inn & Suites Boca Raton                     | * Fairfield Inn & Suites Fort Lauderdale Downtown/Las Olas     | * Fairfield Inn & Suites Jacksonville Orange Park        | * Fairfield Inn & Suites Naples                                           | * Fairfield Inn & Suites Palm Coast I-95           | * Fairfield Inn & Suites Tampa Riverview                 |
| * Fairfield Inn & Suites Bonita Springs                 | * Fairfield Inn & Suites Fort Lauderdale Northwest             | * Fairfield Inn & Suites Jacksonville West/Chaffee Point | * Fairfield Inn & Suites Ocala                                            | * Fairfield Inn & Suites Panama City Beach         | * Fairfield Inn & Suites Tampa Wesley Chapel             |
| * Fairfield Inn & Suites Brooksville Suncoast Parkway   | * Fairfield Inn & Suites Fort Lauderdale Pembroke Pines        | * Fairfield Inn & Suites Key West                        | * Fairfield Inn & Suites Orlando at FLAMINGO CROSSINGS® Town Center       | * Fairfield Inn & Suites Pensacola Beach           | * Fairfield Inn & Suites Tampa Westshore/Airport         |
| * Fairfield Inn & Suites Cape Coral/North Fort Myers    | * Fairfield Inn & Suites Fort Myers Cape Coral                 | * Fairfield Inn & Suites Key West at The Keys Collection | * Fairfield Inn & Suites Orlando at SeaWorld®                             | * Fairfield Inn & Suites Pensacola West I-10       | * Fairfield Inn & Suites Titusville Kennedy Space Center |
| * Fairfield Inn & Suites Clearwater                     | * Fairfield Inn & Suites Fort Pierce                           | * Fairfield Inn & Suites Lake City                       | * Fairfield Inn & Suites Orlando East/UCF Area                            | * Fairfield Inn & Suites Sarasota Lakewood Ranch   | * Fairfield Inn & Suites Venice                          |
| * Fairfield Inn & Suites Clearwater Beach               | * Fairfield Inn & Suites Fort Walton Beach-Eglin AFB           | * Fairfield Inn & Suites Lakeland Plant City             | * Fairfield Inn & Suites Orlando International Drive/Convention Center    | * Fairfield Inn & Suites St Petersburg North       | * Fairfield Inn & Suites Vero Beach                      |
| * Fairfield Inn & Suites Clermont                       | * Fairfield Inn & Suites Fort Walton Beach-West Destin         | * Fairfield Inn & Suites Marathon Florida Keys           | * Fairfield Inn & Suites Orlando Kissimmee/Celebration                    | * Fairfield Inn & Suites St. Augustine I-95        | * Fairfield Inn & Suites Wellington-West Palm Beach      |
| * Fairfield Inn & Suites Crestview                      | * Fairfield Inn & Suites Gainesville I-75                      | * Fairfield Inn & Suites Marianna                        | * Fairfield Inn & Suites Orlando Lake Buena Vista                         | * Fairfield Inn & Suites St. Petersburg Clearwater | * Fairfield Inn & Suites West Palm Beach                 |
| * Fairfield Inn & Suites Daytona Beach Speedway/Airport | * Fairfield Inn & Suites Holiday Tarpon Springs                | * Fairfield Inn & Suites Melbourne Viera Town Center     | * Fairfield Inn & Suites Orlando Lake Buena Vista in the Marriott Village | * Fairfield Inn & Suites Tallahassee Central       | * Fairfield Inn & Suites West Palm Beach Jupiter         |
| * Fairfield Inn & Suites Deerfield Beach Boca Raton     | * Fairfield Inn & Suites Homestead Florida City                | * Fairfield Inn & Suites Melbourne West/Palm Bay         | * Fairfield Inn & Suites Orlando Near Universal Orlando Resort            | * Fairfield Inn & Suites Tampa Brandon             | * Fairfield Inn Tallahassee North/I-10                   |
| * Fairfield Inn & Suites Delray Beach I-95              | * Fairfield Inn & Suites Jacksonville Airport                  |                                                          |                                                                           |                                                    |                                                          |

- Georgia

| * Fairfield Inn Macon West                                   | * Fairfield Inn & Suites Atlanta Cumming/Johns Creek | * Fairfield Inn & Suites Atlanta Perimeter Center    | * Fairfield Inn & Suites Calhoun                   | * Fairfield Inn & Suites Gainesville             | * Fairfield Inn & Suites Savannah Downtown/Historic District |
| * Fairfield Inn & Suites Albany                              | * Fairfield Inn & Suites Atlanta Downtown            | * Fairfield Inn & Suites Atlanta Stockbridge         | * Fairfield Inn & Suites Canton Riverstone Parkway | * Fairfield Inn & Suites Helen                   | * Fairfield Inn & Suites Savannah I-95 North                 |
| * Fairfield Inn & Suites Athens-University Area              | * Fairfield Inn & Suites Atlanta Fairburn            | * Fairfield Inn & Suites Atlanta Stonecrest          | * Fairfield Inn & Suites Cartersville              | * Fairfield Inn & Suites Hinesville Fort Stewart | * Fairfield Inn & Suites Savannah I-95 South                 |
| * Fairfield Inn & Suites Atlanta Acworth                     | * Fairfield Inn & Suites Atlanta Gwinnett Place      | * Fairfield Inn & Suites Atlanta Suwanee             | * Fairfield Inn & Suites Columbus                  | * Fairfield Inn & Suites Kingsland               | * Fairfield Inn & Suites Savannah Midtown                    |
| * Fairfield Inn & Suites Atlanta Airport North               | * Fairfield Inn & Suites Atlanta Kennesaw            | * Fairfield Inn & Suites Atlanta Vinings/Galleria    | * Fairfield Inn & Suites Commerce                  | * Fairfield Inn & Suites Locust Grove I-75 South | * Fairfield Inn & Suites Savannah SW/Richmond Hill           |
| * Fairfield Inn & Suites Atlanta Airport South/Sullivan Road | * Fairfield Inn & Suites Atlanta Lithia Springs      | * Fairfield Inn & Suites Atlanta Woodstock           | * Fairfield Inn & Suites Cordele                   | * Fairfield Inn & Suites Macon                   | * Fairfield Inn & Suites Tifton                              |
| * Fairfield Inn & Suites Atlanta Alpharetta                  | * Fairfield Inn & Suites Atlanta Marietta            | * Fairfield Inn & Suites Augusta Fort Gordon Area    | * Fairfield Inn & Suites Dalton                    | * Fairfield Inn & Suites Milledgeville           | * Fairfield Inn & Suites Valdosta                            |
| * Fairfield Inn & Suites Atlanta Buckhead                    | * Fairfield Inn & Suites Atlanta McDonough           | * Fairfield Inn & Suites Augusta Washington Rd./I-20 | * Fairfield Inn & Suites Douglas                   | * Fairfield Inn & Suites Rome                    | * Fairfield Inn & Suites Warner Robins                       |
| * Fairfield Inn & Suites Atlanta Buford/Mall of Georgia      | * Fairfield Inn & Suites Atlanta Peachtree City      | * Fairfield Inn & Suites Brunswick                   | * Fairfield Inn & Suites Dublin                    | * Fairfield Inn & Suites Savannah Airport        |                                                              |

- Idaho

| * Fairfield Inn Boise                | * Fairfield Inn & Suites Boise West | * Fairfield Inn & Suites Hailey Sun Valley | * Fairfield Inn & Suites Moscow    | * Fairfield Inn & Suites Twin Falls |
| * Fairfield Inn & Suites Boise Nampa | * Fairfield Inn & Suites Burley     | * Fairfield Inn & Suites Idaho Falls       | * Fairfield Inn & Suites Pocatello |                                     |

- Illinois

| * Fairfield Inn Forsyth Decatur            | * Fairfield Inn & Suites Bloomington                       | * Fairfield Inn & Suites Chicago Lombard           | * Fairfield Inn & Suites Chicago Schaumburg  | * Fairfield Inn & Suites Joliet North/Plainfield  | * Fairfield Inn & Suites Peoria East                              |
| * Fairfield Inn Joliet South               | * Fairfield Inn & Suites Champaign                         | * Fairfield Inn & Suites Chicago Midway Airport    | * Fairfield Inn & Suites Chicago St. Charles | * Fairfield Inn & Suites Marion                   | * Fairfield Inn & Suites Peru                                     |
| * Fairfield Inn Kankakee Bourbonnais       | * Fairfield Inn & Suites Chicago Bolingbrook               | * Fairfield Inn & Suites Chicago Naperville        | * Fairfield Inn & Suites Chicago Tinley Park | * Fairfield Inn & Suites Mount Vernon Rend Lake   | * Fairfield Inn & Suites Quincy                                   |
| * Fairfield Inn Springfield                | * Fairfield Inn & Suites Chicago Downtown/Magnificent Mile | * Fairfield Inn & Suites Chicago Naperville/Aurora | * Fairfield Inn & Suites Effingham           | * Fairfield Inn & Suites O’Fallon, IL             | * Fairfield Inn & Suites Rockford                                 |
| * Fairfield Inn St. Louis Collinsville, IL | * Fairfield Inn & Suites Chicago Downtown/River North      | * Fairfield Inn & Suites Chicago O'Hare            | * Fairfield Inn & Suites Galesburg           | * Fairfield Inn & Suites Ottawa Starved Rock Area | * Fairfield Inn & Suites St. Louis Pontoon Beach/Granite City, IL |

- Indiana

| * Fairfield Inn Evansville East      | * Fairfield Inn & Suites Chicago Southeast/Hammond, IN | * Fairfield Inn & Suites Franklin              | * Fairfield Inn & Suites Indianapolis East        | * Fairfield Inn & Suites Lafayette                          | * Fairfield Inn & Suites Seymour                  |
| * Fairfield Inn Evansville West      | * Fairfield Inn & Suites Columbus, IN                  | * Fairfield Inn & Suites Goshen                | * Fairfield Inn & Suites Indianapolis Fishers     | * Fairfield Inn & Suites Louisville Jeffersonville          | * Fairfield Inn & Suites South Bend at Notre Dame |
| * Fairfield Inn Indianapolis South   | * Fairfield Inn & Suites Elkhart                       | * Fairfield Inn & Suites Indianapolis Airport  | * Fairfield Inn & Suites Indianapolis Greenfield  | * Fairfield Inn & Suites Louisville New Albany IN           | * Fairfield Inn & Suites South Bend Mishawaka     |
| * Fairfield Inn Muncie               | * Fairfield Inn & Suites Fair Oaks Farms               | * Fairfield Inn & Suites Indianapolis Avon     | * Fairfield Inn & Suites Indianapolis Noblesville | * Fairfield Inn & Suites Louisville North                   | * Fairfield Inn & Suites Terre Haute              |
| * Fairfield Inn & Suites Anderson    | * Fairfield Inn & Suites Fort Wayne                    | * Fairfield Inn & Suites Indianapolis Carmel   | * Fairfield Inn & Suites Indianapolis Northwest   | * Fairfield Inn & Suites Madison Historic Eagle Cotton Mill | * Fairfield Inn & Suites Valparaiso               |
| * Fairfield Inn & Suites Bloomington | * Fairfield Inn & Suites Fort Wayne Southwest          | * Fairfield Inn & Suites Indianapolis Downtown | * Fairfield Inn & Suites Jasper                   | * Fairfield Inn & Suites Merrillville                       | * Fairfield Inn & Suites Warsaw                   |

- Iowa

| * Fairfield Inn Dubuque             | * Fairfield Inn & Suites Cedar Rapids | * Fairfield Inn & Suites Davenport Quad Cities | * Fairfield Inn & Suites Des Moines Altoona   | * Fairfield Inn & Suites Des Moines West               | * Fairfield Inn & Suites Oskaloosa            |
| * Fairfield Inn & Suites Ames       | * Fairfield Inn & Suites Clear Lake   | * Fairfield Inn & Suites Decorah               | * Fairfield Inn & Suites Des Moines Downtown  | * Fairfield Inn & Suites Omaha East/Council Bluffs, IA | * Fairfield Inn & Suites Waterloo Cedar Falls |
| * Fairfield Inn & Suites Burlington | * Fairfield Inn & Suites Coralville   | * Fairfield Inn & Suites Des Moines Airport    | * Fairfield Inn & Suites Des Moines Urbandale |                                                        |                                               |

- Kalifornia

| * Fairfield Anaheim Resort                         | * Fairfield Inn & Suites El Centro                             | * Fairfield Inn & Suites Menifee                      | * Fairfield Inn & Suites Riverside Moreno Valley                 | * Fairfield Inn & Suites San Francisco Airport/Millbrae | * Fairfield Inn & Suites Stockton Lathrop                           |
| * Fairfield Inn Anaheim Hills Orange County        | * Fairfield Inn & Suites Fairfield Napa Valley Area            | * Fairfield Inn & Suites Modesto Salida               | * Fairfield Inn & Suites Sacramento Airport Natomas              | * Fairfield Inn & Suites San Francisco Pacifica         | * Fairfield Inn & Suites Tehachapi                                  |
| * Fairfield Inn Mission Viejo Orange County        | * Fairfield Inn & Suites Fresno Clovis                         | * Fairfield Inn & Suites Moorpark Ventura County      | * Fairfield Inn & Suites Sacramento Airport Woodland             | * Fairfield Inn & Suites San Francisco San Carlos       | * Fairfield Inn & Suites Temecula                                   |
| * Fairfield Inn Roseville                          | * Fairfield Inn & Suites Fresno North/Shaw Avenue              | * Fairfield Inn & Suites Napa American Canyon         | * Fairfield Inn & Suites Sacramento Elk Grove                    | * Fairfield Inn & Suites San Jose Airport               | * Fairfield Inn & Suites Turlock                                    |
| * Fairfield Inn Sacramento Cal Expo                | * Fairfield Inn & Suites Fresno Yosemite International Airport | * Fairfield Inn & Suites Oakhurst Yosemite            | * Fairfield Inn & Suites Sacramento Folsom                       | * Fairfield Inn & Suites San Jose North/Silicon Valley  | * Fairfield Inn & Suites Tustin Orange County                       |
| * Fairfield Inn Santa Clarita Valencia             | * Fairfield Inn & Suites Hollister                             | * Fairfield Inn & Suites Oakland Hayward              | * Fairfield Inn & Suites Sacramento Winters                      | * Fairfield Inn & Suites Santa Cruz                     | * Fairfield Inn & Suites Twentynine Palms-Joshua Tree National Park |
| * Fairfield Inn & Suites Anaheim Los Alamitos      | * Fairfield Inn & Suites Indio Coachella Valley                | * Fairfield Inn & Suites Ontario Rancho Cucamonga     | * Fairfield Inn & Suites San Bernardino                          | * Fairfield Inn & Suites Santa Cruz - Capitola          | * Fairfield Inn & Suites Ukiah Mendocino County                     |
| * Fairfield Inn & Suites Anaheim North/Buena Park  | * Fairfield Inn & Suites Lancaster Palmdale                    | * Fairfield Inn & Suites Palm Desert Coachella Valley | * Fairfield Inn & Suites San Diego Carlsbad                      | * Fairfield Inn & Suites Santa Maria                    | * Fairfield Inn & Suites Visalia Tulare                             |
| * Fairfield Inn & Suites Bakersfield Central       | * Fairfield Inn & Suites Lodi                                  | * Fairfield Inn & Suites Palmdale West                | * Fairfield Inn & Suites San Diego North/San Marcos              | * Fairfield Inn & Suites Santa Rosa Rohnert Park        | * Fairfield Inn Tracy                                               |
| * Fairfield Inn & Suites Bakersfield North/Airport | * Fairfield Inn & Suites Los Angeles LAX/El Segundo            | * Fairfield Inn & Suites Rancho Cordova               | * Fairfield Inn & Suites San Diego Old Town                      | * Fairfield Inn & Suites Santa Rosa Sebastopol          | * Fairfield Inn Vacaville                                           |
| * Fairfield Inn & Suites Barstow                   | * Fairfield Inn & Suites Los Angeles Rosemead                  | * Fairfield Inn & Suites Redding                      | * Fairfield Inn & Suites San Diego Pacific Beach                 | * Fairfield Inn & Suites Selma Kingsburg                | * Fairfield Inn Visalia Sequoia                                     |
| * Fairfield Inn & Suites Camarillo                 | * Fairfield Inn & Suites Los Angeles West Covina               | * Fairfield Inn & Suites Riverside Corona/Norco       | * Fairfield Inn & Suites San Francisco Airport Oyster Point Area |                                                         |                                                                     |

- Kansas

| * Fairfield Inn Hays                | * Fairfield Inn & Suites Kansas City Olathe        | * Fairfield Inn & Suites Leavenworth | * Fairfield Inn & Suites Salina           | * Fairfield Inn & Suites Wichita East |
| * Fairfield Inn Manhattan           | * Fairfield Inn & Suites Kansas City Overland Park | * Fairfield Inn & Suites Liberal     | * Fairfield Inn & Suites Wichita Downtown | * Fairfield Inn Topeka                |
| * Fairfield Inn & Suites Hutchinson | * Fairfield Inn & Suites Kansas City Shawnee       | * Fairfield Inn & Suites McPherson   |                                           |                                       |

- Karolina Południowa

| * Fairfield Inn Columbia Northwest/Harbison        | * Fairfield Inn Myrtle Beach North        | * Fairfield Inn & Suites Charleston Airport/Convention Center | * Fairfield Inn & Suites Columbia Downtow        | * Fairfield Inn & Suites Greenville Spartanburg/Duncan | * Fairfield Inn & Suites Rock Hill                |
| * Fairfield Inn Greenville-Spartanburg Airport     | * Fairfield Inn Orangeburg                | * Fairfield Inn & Suites Charleston North/Ashley Phosphate    | * Fairfield Inn & Suites Columbia Northeast      | * Fairfield Inn & Suites Greenwood                     | * Fairfield Inn & Suites Santee                   |
| * Fairfield Inn Hartsville                         | * Fairfield Inn & Suites Aiken            | * Fairfield Inn & Suites Charleston North/University Area     | * Fairfield Inn & Suites Florence I-20           | * Fairfield Inn & Suites Hardeeville I-95 North        | * Fairfield Inn & Suites Seneca Clemson Univ Area |
| * Fairfield Inn Myrtle Beach Broadway at the Beach | * Fairfield Inn & Suites Anderson Clemson | * Fairfield Inn & Suites Coastal Carolina Conway              | * Fairfield Inn & Suites Greenville Simpsonville |                                                        |                                                   |

- Karolina Północna

| * Fairfield Inn Charlotte Gastonia                  | * Fairfield Inn & Suites Boone                              | * Fairfield Inn & Suites Cherokee                 | * Fairfield Inn & Suites Hendersonville Flat Rock    | * Fairfield Inn & Suites Raleigh Cary                                  | * Fairfield Inn & Suites Southport                     |
| * Fairfield Inn Charlotte Mooresville/Lake Norman   | * Fairfield Inn & Suites Charlotte Airport                  | * Fairfield Inn & Suites Dunn I-95                | * Fairfield Inn & Suites Hickory                     | * Fairfield Inn & Suites Raleigh Crabtree Valley                       | * Fairfield Inn & Suites Statesville                   |
| * Fairfield Inn Charlotte Northlake                 | * Fairfield Inn & Suites Charlotte Arrowood                 | * Fairfield Inn & Suites Durham Southpoint        | * Fairfield Inn & Suites High Point Archdale         | * Fairfield Inn & Suites Raleigh Wake Forest                           | * Fairfield Inn & Suites Washington                    |
| * Fairfield Inn Greensboro Airport                  | * Fairfield Inn & Suites Charlotte Belmont                  | * Fairfield Inn & Suites Elizabeth City           | * Fairfield Inn & Suites Jacksonville                | * Fairfield Inn & Suites Raleigh-Durham Airport/Brier Creek            | * Fairfield Inn & Suites Whitsett                      |
| * Fairfield Inn & Suites Asheboro                   | * Fairfield Inn & Suites Charlotte Matthews                 | * Fairfield Inn & Suites Elkin Jonesville         | * Fairfield Inn & Suites Kinston                     | * Fairfield Inn & Suites Raleigh-Durham Airport/Research Triangle Park | * Fairfield Inn & Suites Wilmington/Wrightsville Beach |
| * Fairfield Inn & Suites Asheville Airport/Fletcher | * Fairfield Inn & Suites Charlotte Monroe                   | * Fairfield Inn & Suites Fayetteville North       | * Fairfield Inn & Suites Lumberton                   | * Fairfield Inn & Suites Rockingham                                    | * Fairfield Inn & Suites Wilson                        |
| * Fairfield Inn & Suites Asheville Outlets          | * Fairfield Inn & Suites Charlotte Pineville                | * Fairfield Inn & Suites Greensboro Coliseum Area | * Fairfield Inn & Suites Mebane                      | * Fairfield Inn & Suites Rocky Mount                                   | * Fairfield Inn & Suites Winston-Salem Downtown        |
| * Fairfield Inn & Suites Asheville Tunnel Road      | * Fairfield Inn & Suites Charlotte University Research Park | * Fairfield Inn & Suites Greensboro Wendover      | * Fairfield Inn & Suites Morganton Historic Downtown | * Fairfield Inn & Suites Shelby                                        | * Fairfield Inn & Suites Winston-Salem Hanes Mall      |
| * Fairfield Inn & Suites Asheville Weaverville      | * Fairfield Inn & Suites Charlotte Uptown                   | * Fairfield Inn & Suites Greenville               | * Fairfield Inn & Suites Raleigh Capital Blvd./I-540 | * Fairfield Inn & Suites Smithfield Selma/I-95                         |                                                        |

- Kentucky

| * Fairfield by Marriott Inn & Suites Newport on the River | * Fairfield Inn & Suites Bowling Green                     | * Fairfield Inn & Suites Lexington Berea                  | * Fairfield Inn & Suites Lexington North     | * Fairfield Inn & Suites Louisville East           |
| * Fairfield Inn Owensboro                                 | * Fairfield Inn & Suites Cincinnati Airport South/Florence | * Fairfield Inn & Suites Lexington East/I-75              | * Fairfield Inn & Suites London              | * Fairfield Inn & Suites Louisville Northeast      |
| * Fairfield Inn & Suites Ashland                          | * Fairfield Inn & Suites Elizabethtown                     | * Fairfield Inn & Suites Lexington Georgetown/College Inn | * Fairfield Inn & Suites Louisville Airport  | * Fairfield Inn & Suites Louisville Shepherdsville |
| * Fairfield Inn & Suites Bardstown                        | * Fairfield Inn & Suites Frankfort                         | * Fairfield Inn & Suites Lexington Keeneland Airport      | * Fairfield Inn & Suites Louisville Downtown | * Fairfield Inn & Suites Paducah                   |

- Kolorado

| * Fairfield Inn & Suites Alamosa                        | * Fairfield Inn & Suites Colorado Springs Air Force Academy       | * Fairfield Inn & Suites Denver Airport at Gateway Park | * Fairfield Inn & Suites Denver North/Westminster   | * Fairfield Inn & Suites Denver Tech Center/South   | * Fairfield Inn & Suites Fort Morgan                                  |
| * Fairfield Inn & Suites Boulder                        | * Fairfield Inn & Suites Colorado Springs East/Ballpark           | * Fairfield Inn & Suites Denver Aurora/Medical Center   | * Fairfield Inn & Suites Denver Northeast/Brighton  | * Fairfield Inn & Suites Denver West/Federal Center | * Fairfield Inn & Suites Grand Junction Downtown/Historic Main Street |
| * Fairfield Inn & Suites Boulder Broomfield/Interlocken | * Fairfield Inn & Suites Colorado Springs North/Air Force Academy | * Fairfield Inn & Suites Denver Aurora/Parker           | * Fairfield Inn & Suites Denver Southwest/Lakewood  | * Fairfield Inn & Suites Durango                    | * Fairfield Inn & Suites Greeley                                      |
| * Fairfield Inn & Suites Boulder Longmont               | * Fairfield Inn & Suites Colorado Springs South                   | * Fairfield Inn & Suites Denver Cherry Creek            | * Fairfield Inn & Suites Denver Southwest/Littleton | * Fairfield Inn & Suites Fort Collins South         | * Fairfield Inn & Suites Loveland Fort Collins                        |
| * Fairfield Inn & Suites Burlington                     | * Fairfield Inn & Suites Denver Airport                           | * Fairfield Inn & Suites Denver Downtown                | * Fairfield Inn & Suites Denver Tech Center North   |                                                     |                                                                       |

- Luizjana

| * Fairfield Inn & Suites Alexandria       | * Fairfield Inn & Suites Houma Southeast | * Fairfield Inn & Suites Lafayette South      | * Fairfield Inn & Suites LaPlace      | * Fairfield Inn & Suites New Orleans Downtown/French Quarter Area | * Fairfield Inn & Suites Ruston      |
| * Fairfield Inn & Suites Cut Off-Galliano | * Fairfield Inn & Suites Lafayette I-10  | * Fairfield Inn & Suites Lake Charles Sulphur | * Fairfield Inn & Suites Natchitoches | * Fairfield Inn & Suites New Orleans Metairie                     | * Fairfield Inn & Suites West Monroe |

- Maine

| * Fairfield Inn Bangor | * Fairfield Inn Portland Maine Mall | * Fairfield Inn & Suites Augusta | * Fairfield Inn & Suites Brunswick Freeport |

- Maryland

| * Fairfield Inn Laurel                                          | * Fairfield Inn & Suites Arundel Mills BWI Airport       | * Fairfield Inn & Suites Cumberland | * Fairfield Inn & Suites Germantown Gaithersburg | * Fairfield Inn & Suites Ocean City  |
| * Fairfield Inn Lexington Park Patuxent River Naval Air Station | * Fairfield Inn & Suites Baltimore BWI Airport           | * Fairfield Inn & Suites Easton     | * Fairfield Inn & Suites Hagerstown              | * Fairfield Inn & Suites White Marsh |
| * Fairfield Inn & Suites Aberdeen                               | * Fairfield Inn & Suites Baltimore Downtown/Inner Harbor | * Fairfield Inn & Suites Frederick  |                                                  |                                      |

- Massachusetts

| * Fairfield Boston Medford     | * Fairfield Inn Boston Tewksbury/Andover              | * Fairfield Inn & Suites Boston Marlborough/Apex Center | * Fairfield Inn & Suites Cape Cod Hyannis                  | * Fairfield Inn & Suites Plymouth                       | * Fairfield Inn & Suites Springfield Northampton/Amherst |
| * Fairfield Inn Amesbury       | * Fairfield Inn Boston Woburn/Burlington              | * Fairfield Inn & Suites Boston Milford                 | * Fairfield Inn & Suites Great Barrington Lenox/Berkshires | * Fairfield Inn & Suites Raynham Middleborough/Plymouth | * Fairfield Inn & Suites Williamstown                    |
| * Fairfield Inn Boston Dedham  | * Fairfield Inn & Suites Boston Cambridge             | * Fairfield Inn & Suites Boston Walpole                 | * Fairfield Inn & Suites Mansfield                         | * Fairfield Inn & Suites Somerset                       | * Fairfield Inn & Suites Worcester Auburn                |
| * Fairfield Inn Boston Sudbury | * Fairfield Inn & Suites Boston Logan Airport/Chelsea | * Fairfield Inn & Suites Boston Waltham                 | * Fairfield Inn & Suites New Bedford                       | * Fairfield Inn & Suites Springfield Holyoke            |                                                          |

- Michigan

| * Fairfield Inn Ann Arbor                    | * Fairfield Inn & Suites Detroit Chesterfield          | * Fairfield Inn & Suites Flint Grand Blan     | * Fairfield Inn & Suites Holland             | * Fairfield Inn & Suites Marquette              | * Fairfield Inn & Suites Rochester Hills         |
| * Fairfield Inn Battle Creek                 | * Fairfield Inn & Suites Detroit Farmington Hills      | * Fairfield Inn & Suites Frankenmuth          | * Fairfield Inn & Suites Jackson             | * Fairfield Inn & Suites Midland                | * Fairfield Inn & Suites Saginaw                 |
| * Fairfield Inn Kalamazoo West               | * Fairfield Inn & Suites Detroit Livonia               | * Fairfield Inn & Suites Gaylord              | * Fairfield Inn & Suites Kalamazoo           | * Fairfield Inn & Suites Mt. Pleasant           | * Fairfield Inn & Suites St. Joseph Stevensville |
| * Fairfield Inn Port Huron                   | * Fairfield Inn & Suites Detroit Metro Airport Romulus | * Fairfield Inn & Suites Grand Rapids         | * Fairfield Inn & Suites Lansing at Eastwood | * Fairfield Inn & Suites Muskegon Norton Shores | * Fairfield Inn & Suites Traverse City           |
| * Fairfield Inn & Suites Ann Arbor Ypsilanti | * Fairfield Inn & Suites Detroit Troy                  | * Fairfield Inn & Suites Grand Rapids North   | * Fairfield Inn & Suites Lansing West        | * Fairfield Inn & Suites New Buffalo            | * Fairfield Inn & Suites Watervliet St. Joseph   |
| * Fairfield Inn & Suites Detroit Canton      | * Fairfield Inn & Suites Flint Fenton                  | * Fairfield Inn & Suites Grand Rapids Wyoming |                                              |                                                 |                                                  |

- Minnesota

| * Fairfield Inn & Suites Alexandria        | * Fairfield Inn & Suites East Grand Forks                        | * Fairfield Inn & Suites Minneapolis Downtown     | * Fairfield Inn & Suites Minneapolis Shakopee           | * Fairfield Inn & Suites Northfield                             | * Fairfield Inn & Suites St. Paul Eagan     |
| * Fairfield Inn & Suites Detroit Lakes     | * Fairfield Inn & Suites Mankato                                 | * Fairfield Inn & Suites Minneapolis Eden Prairie | * Fairfield Inn & Suites Minneapolis St. Paul/Roseville | * Fairfield Inn & Suites Rochester Mayo Clinic Area/Saint Marys | * Fairfield Inn & Suites St. Paul Northeast |
| * Fairfield Inn & Suites Duluth            | * Fairfield Inn & Suites Minneapolis Bloomington/Mall of America | * Fairfield Inn & Suites Minneapolis North        | * Fairfield Inn & Suites Minneapolis-St. Paul Airport   | * Fairfield Inn & Suites St. Cloud                              | * Fairfield Inn & Suites Winona             |
| * Fairfield Inn & Suites Duluth Waterfront | * Fairfield Inn & Suites Minneapolis Burnsville                  | * Fairfield Inn & Suites Minneapolis North/Blaine |                                                         |                                                                 |                                             |

- Missisipi

| * Fairfield Inn & Suites Batesville | * Fairfield Inn & Suites Gulfport    | * Fairfield Inn & Suites Jackson Airport | * Fairfield Inn & Suites Memphis Olive Branch | * Fairfield Inn & Suites Meridian |
| * Fairfield Inn & Suites Columbus   | * Fairfield Inn & Suites Hattiesburg | * Fairfield Inn & Suites Jackson Clinton | * Fairfield Inn & Suites Memphis Southaven    | * Fairfield Inn & Suites Tupelo   |

- Missouri

| * Fairfield Inn Fort Leonard Wood St. Robert    | * Fairfield Inn & Suites Branson        | * Fairfield Inn & Suites Kansas City Airport      | * Fairfield Inn & Suites Kansas City North/Gladstone | * Fairfield Inn & Suites St. Joseph             | * Fairfield Inn & Suites St. Louis St. Charles     |
| * Fairfield Inn Joplin                          | * Fairfield Inn & Suites Chillicothe    | * Fairfield Inn & Suites Kansas City Belton       | * Fairfield Inn & Suites Poplar Bluff                | * Fairfield Inn & Suites St. Louis Chesterfield | * Fairfield Inn & Suites St. Louis West/Wentzville |
| * Fairfield Inn Kansas City Downtown/Union Hill | * Fairfield Inn & Suites Columbia       | * Fairfield Inn & Suites Kansas City Lee's Summit | * Fairfield Inn & Suites Rolla                       | * Fairfield Inn & Suites St. Louis Downtown     | * Fairfield Inn & Suites St. Louis Westport        |
| * Fairfield Inn St. Louis Fenton                | * Fairfield Inn & Suites Jefferson City | * Fairfield Inn & Suites Kansas City Liberty      | * Fairfield Inn & Suites Springfield Nort            | * Fairfield Inn & Suites St. Louis South        | * Fairfield Inn & Suites Warrensburg               |

- Montana

| * Fairfield Inn & Suites Billings | * Fairfield Inn & Suites Butte | * Fairfield Inn & Suites Helena | * Fairfield Inn & Suites Laurel | * Fairfield Inn & Suites Livingston Yellowstone | * Fairfield Inn & Suites Missoula |

- Nebraska

| * Fairfield Inn & Suites Fremont      | * Fairfield Inn & Suites Lincoln         | * Fairfield Inn & Suites Lincoln Southeast | * Fairfield Inn & Suites Omaha Downtown  | * Fairfield Inn & Suites Omaha West  |
| * Fairfield Inn & Suites Grand Island | * Fairfield Inn & Suites Lincoln Airport | * Fairfield Inn & Suites Norfolk           | * Fairfield Inn & Suites Omaha Northwest | * Fairfield Inn & Suites Scottsbluff |
| * Fairfield Inn & Suites Kearney      | * Fairfield Inn & Suites Lincoln Crete   | * Fairfield Inn & Suites North Platte      | * Fairfield Inn & Suites Omaha Papillion | * Fairfield Inn & Suites Sidney      |

- Nevada

| * Fairfield Inn Las Vegas Convention Center | * Fairfield Inn & Suites Las Vegas Airport South | * Fairfield Inn & Suites Las Vegas Northwest | * Fairfield Inn & Suites Las Vegas South | * Fairfield Inn & Suites Reno Sparks | * Fairfield Inn & Suites Winnemucca |

- New Hampshire

| * Fairfield Inn Concord                            | * Fairfield Inn Portsmouth Seacoast | * Fairfield Inn & Suites Keene Downtown | * Fairfield Inn & Suites Plymouth White Mountains |
| * Fairfield Inn Manchester-Boston Regional Airport | * Fairfield Inn & Suites Hooksett   | * Fairfield Inn & Suites North Conway   | * Fairfield Inn & Suites Portsmouth Exeter        |

- New Jersey

| * Fairfield Inn Deptford                       | * Fairfield Inn & Suites Bridgewater Branchburg/Somerville | * Fairfield Inn & Suites Millville Vineland                   | * Fairfield Inn & Suites Paramus    | * Fairfield Inn & Suites Somerset   |
| * Fairfield Inn East Rutherford Meadowlands    | * Fairfield Inn & Suites Edison-South Plainfield           | * Fairfield Inn & Suites Newark Liberty International Airport | * Fairfield Inn & Suites Parsippany | * Fairfield Inn & Suites Woodbridge |
| * Fairfield Inn & Suites Atlantic City Absecon | * Fairfield Inn & Suites Mahwah                            | * Fairfield Inn & Suites North Bergen                         | * Fairfield Inn & Suites Rockaway   |                                     |

- Nowy Jork

| * Fairfield by Marriott Inn & Suites Cortland      | * Fairfield Inn New York LaGuardia Airport/Flushing   | * Fairfield Inn & Suites Buffalo Airport            | * Fairfield Inn & Suites New York Manhattan/Central Park         | * Fairfield Inn & Suites New York Queens/Fresh Meadows     | * Fairfield Inn & Suites Queensbury Glens Falls/Lake George Area |
| * Fairfield Inn Albany University Area             | * Fairfield Inn New York Manhattan/Financial District | * Fairfield Inn & Suites Buffalo Amherst/University | * Fairfield Inn & Suites New York Manhattan/Chelsea              | * Fairfield Inn & Suites New York Queens/Jamaica           | * Fairfield Inn & Suites Rochester West/Greece                   |
| * Fairfield Inn and Suites Rochester East          | * Fairfield Inn Rochester Airport                     | * Fairfield Inn & Suites Canton                     | * Fairfield Inn & Suites New York Manhattan/Downtown East        | * Fairfield Inn & Suites New York Queens/Queensboro Bridge | * Fairfield Inn & Suites Saratoga Malta                          |
| * Fairfield Inn Binghamton                         | * Fairfield Inn Rochester Henrietta/University Area   | * Fairfield Inn & Suites Elmira Corning             | * Fairfield Inn & Suites New York Manhattan/Fifth Avenue         | * Fairfield Inn & Suites New York Staten Island            | * Fairfield Inn & Suites Syracuse Carrier Circle                 |
| * Fairfield Inn Corning Riverside                  | * Fairfield Inn & Suites Albany Airport               | * Fairfield Inn & Suites Geneva Finger Lakes        | * Fairfield Inn & Suites New York Manhattan/Times Square         | * Fairfield Inn & Suites Niagara Falls                     | * Fairfield Inn & Suites Utica                                   |
| * Fairfield Inn Medford Long Island                | * Fairfield Inn & Suites Albany Downtown              | * Fairfield Inn & Suites Goshen Middletown          | * Fairfield Inn & Suites New York Manhattan/Times Square South   | * Fairfield Inn & Suites Olean                             | * Fairfield Inn & Suites Verona                                  |
| * Fairfield Inn New York JFK Airport               | * Fairfield Inn & Suites Albany East Greenbush        | * Fairfield Inn & Suites Ithaca                     | * Fairfield Inn & Suites New York Midtown Manhattan/Penn Station | * Fairfield Inn & Suites Plattsburgh                       | * Fairfield Inn & Suites Watertown Thousand Islands              |
| * Fairfield Inn New York LaGuardia Airport/Astoria | * Fairfield Inn & Suites Batavia                      | * Fairfield Inn & Suites New York Brooklyn          |                                                                  |                                                            |                                                                  |

- Nowy Meksyk

| * Fairfield Inn Las Cruces          | * Fairfield Inn & Suites Albuquerque Airport | * Fairfield Inn & Suites Carlsbad | * Fairfield Inn & Suites Farmington | * Fairfield Inn & Suites Hobbs   | * Fairfield Inn & Suites Santa Fe  |
| * Fairfield Inn & Suites Alamogordo | * Fairfield Inn & Suites Albuquerque North   | * Fairfield Inn & Suites Clovis   | * Fairfield Inn & Suites Gallup     | * Fairfield Inn & Suites Roswell | * Fairfield Inn & Suites Tucumcari |

- Ohio

| * Fairfield Inn Middletown Monroe       | * Fairfield Inn & Suites Canton                            | * Fairfield Inn & Suites Cleveland Streetsboro     | * Fairfield Inn & Suites Columbus Marysville | * Fairfield Inn & Suites Findlay                 | * Fairfield Inn & Suites Toledo Maumee                         |
| * Fairfield Inn Richmond                | * Fairfield Inn & Suites Canton South                      | * Fairfield Inn & Suites Cleveland Tiedeman Road   | * Fairfield Inn & Suites Columbus New Albany | * Fairfield Inn & Suites Lima                    | * Fairfield Inn & Suites Toledo North                          |
| * Fairfield Inn & Suites Akron Fairlawn | * Fairfield Inn & Suites Chillicothe, OH                   | * Fairfield Inn & Suites Columbus Airport          | * Fairfield Inn & Suites Columbus OSU        | * Fairfield Inn & Suites Mansfield Ontario       | * Fairfield Inn & Suites Washington Court House Jeffersonville |
| * Fairfield Inn & Suites Akron Stow     | * Fairfield Inn & Suites Cincinnati Eastgate               | * Fairfield Inn & Suites Columbus Canal Winchester | * Fairfield Inn & Suites Columbus Polaris    | * Fairfield Inn & Suites Marietta                | * Fairfield Inn & Suites Wheeling-St. Clairsville, OH          |
| * Fairfield Inn & Suites Ashtabula      | * Fairfield Inn & Suites Cincinnati North/Sharonville      | * Fairfield Inn & Suites Columbus Dublin           | * Fairfield Inn & Suites Dayton              | * Fairfield Inn & Suites Medina                  | * Fairfield Inn & Suites Youngstown Austintown                 |
| * Fairfield Inn & Suites Athens         | * Fairfield Inn & Suites Cincinnati North/West Chester     | * Fairfield Inn & Suites Columbus East             | * Fairfield Inn & Suites Dayton North        | * Fairfield Inn & Suites Port Clinton Waterfront | * Fairfield Inn & Suites Youngstown Boardman/Poland            |
| * Fairfield Inn & Suites Bowling Green  | * Fairfield Inn & Suites Cincinnati Uptown/University Area | * Fairfield Inn & Suites Columbus Grove City       | * Fairfield Inn & Suites Dayton South        | * Fairfield Inn & Suites Sandusky                | * Fairfield Inn Warren Niles                                   |
| * Fairfield Inn & Suites Cambridge      | * Fairfield Inn & Suites Cleveland Avon                    | * Fairfield Inn & Suites Columbus Hilliard         | * Fairfield Inn & Suites Dayton Troy         | * Fairfield Inn & Suites Springfield             |                                                                |

- Oklahoma

| * Fairfield Inn & Suites Bartlesville | * Fairfield Inn & Suites Lawton                | * Fairfield Inn & Suites Oklahoma City Downtown                   | * Fairfield Inn & Suites Oklahoma City Yukon | * Fairfield Inn & Suites Stillwater    | * Fairfield Inn & Suites Tulsa Downtown Arts District       |
| * Fairfield Inn & Suites Chickasha    | * Fairfield Inn & Suites Muskogee              | * Fairfield Inn & Suites Oklahoma City El Reno                    | * Fairfield Inn & Suites Ponca City          | * Fairfield Inn & Suites Tulsa Catoosa | * Fairfield Inn & Suites Tulsa Southeast/Crossroads Village |
| * Fairfield Inn & Suites Duncan       | * Fairfield Inn & Suites Norman                | * Fairfield Inn & Suites Oklahoma City NW Expressway/Warr Acres   | * Fairfield Inn & Suites Shawnee             | * Fairfield Inn & Suites Tulsa Central | * Fairfield Inn & Suites Weatherford                        |
| * Fairfield Inn & Suites Edmond       | * Fairfield Inn & Suites Oklahoma City Airport | * Fairfield Inn & Suites Oklahoma City Quail Springs/South Edmond |                                              |                                        |                                                             |

- Oregon

| * Fairfield Inn & Suites Bend Downtown           | * Fairfield Inn & Suites Klamath Falls | * Fairfield Inn & Suites Portland Airport | * Fairfield Inn & Suites Portland South/Lake Oswego | * Fairfield Inn & Suites The Dalles |
| * Fairfield Inn & Suites Eugene East/Springfield | * Fairfield Inn & Suites Medford       | * Fairfield Inn & Suites Portland North   | * Fairfield Inn & Suites Portland West/Beaverton    |                                     |

- Pensylwania

| * Fairfield Inn Erie Millcreek Mall                                | * Fairfield Inn & Suites Belle Vernon                     | * Fairfield Inn & Suites Hazleton                          | * Fairfield Inn & Suites Lewisburg                              | * Fairfield Inn & Suites Pittsburgh Downtown                  | * Fairfield Inn & Suites Slippery Rock                    |
| * Fairfield Inn Philadelphia Airport                               | * Fairfield Inn & Suites Bloomsburg                       | * Fairfield Inn & Suites Hershey Chocolate Avenue          | * Fairfield Inn & Suites Lock Haven                             | * Fairfield Inn & Suites Pittsburgh Neville Island            | * Fairfield Inn & Suites Somerset                         |
| * Fairfield Inn Philadelphia Valley Forge/King of Prussia          | * Fairfield Inn & Suites Butler                           | * Fairfield Inn & Suites Huntingdon Route 22/Raystown Lake | * Fairfield Inn & Suites Monaca                                 | * Fairfield Inn & Suites Pittsburgh New Stanton               | * Fairfield Inn & Suites State College                    |
| * Fairfield Inn Philadelphia West Chester/Exton                    | * Fairfield Inn & Suites Carlisle                         | * Fairfield Inn & Suites Jonestown Lebanon Valley          | * Fairfield Inn & Suites Philadelphia Broomall/Newtown Square   | * Fairfield Inn & Suites Pittsburgh North/McCandless Crossing | * Fairfield Inn & Suites Stroudsburg Bartonsville/Poconos |
| * Fairfield Inn Scranton                                           | * Fairfield Inn & Suites DuBois                           | * Fairfield Inn & Suites Kennett Square Brandywine Valley  | * Fairfield Inn & Suites Philadelphia Downtown/Center City      | * Fairfield Inn & Suites Pottstown Limerick                   | * Fairfield Inn & Suites Towanda Wysox                    |
| * Fairfield Inn & Suites Allentown Bethlehem/Lehigh Valley Airport | * Fairfield Inn & Suites Harrisburg Hershey               | * Fairfield Inn & Suites Lancaster                         | * Fairfield Inn & Suites Philadelphia Horsham                   | * Fairfield Inn & Suites Reading Wyomissing                   | * Fairfield Inn & Suites Washington Casino Area           |
| * Fairfield Inn & Suites Allentown West                            | * Fairfield Inn & Suites Harrisburg International Airport | * Fairfield Inn & Suites Lancaster East at The Outlets     | * Fairfield Inn & Suites Philadelphia Valley Forge/Great Valley | * Fairfield Inn & Suites Scranton Montage Mountain            | * Fairfield Inn & Suites Wilkes-Barre Scranton            |
| * Fairfield Inn & Suites Altoona                                   | * Fairfield Inn & Suites Harrisburg West                  | * Fairfield Inn & Suites Lebanon Near Expo Center          | * Fairfield Inn & Suites Pittsburgh Airport/Robinson Township   | * Fairfield Inn & Suites Selinsgrove                          | * Fairfield Inn & Suites Williamsport                     |
| * Fairfield Inn & Suites Bedford                                   | * Fairfield Inn & Suites Harrisburg West/Mechanicsburg    |                                                            |                                                                 |                                                               |                                                           |

- Rhode Island

| * Fairfield Inn & Suites Providence Airport Warwick | * Fairfield Inn & Suites South Kingstown Newport Area |

- Teksas

| * Fairfield Inn & Suites Abilene                          | * Fairfield Inn & Suites Corpus Christi Aransas Pass                | * Fairfield Inn & Suites Dallas Plano North                    | * Fairfield Inn & Suites Houston Brookhollow                  | * Fairfield Inn & Suites Huntsville                                | * Fairfield Inn & Suites San Antonio Brooks City Base         |
| * Fairfield Inn & Suites Amarillo Airport                 | * Fairfield Inn & Suites Corpus Christi Central                     | * Fairfield Inn & Suites Dallas Plano/Frisco                   | * Fairfield Inn & Suites Houston Channelview                  | * Fairfield Inn & Suites Killeen                                   | * Fairfield Inn & Suites San Antonio Downtown/Market Square   |
| * Fairfield Inn & Suites Amarillo Central                 | * Fairfield Inn & Suites Cotulla                                    | * Fairfield Inn & Suites Dallas Plano/The Colony               | * Fairfield Inn & Suites Houston Conroe Near The Woodlands®   | * Fairfield Inn & Suites Laredo                                    | * Fairfield Inn & Suites San Antonio Medical Center           |
| * Fairfield Inn & Suites Amarillo West/Medical Center     | * Fairfield Inn & Suites Cuero                                      | * Fairfield Inn & Suites Dallas Waxahachie                     | * Fairfield Inn & Suites Houston Energy Corridor/Katy Freeway | * Fairfield Inn & Suites Longview                                  | * Fairfield Inn & Suites San Antonio NE/Schertz               |
| * Fairfield Inn & Suites Arlington Near Six Flags         | * Fairfield Inn & Suites Dallas Arlington South                     | * Fairfield Inn & Suites Dallas West/I-30                      | * Fairfield Inn & Suites Houston Hobby Airport                | * Fairfield Inn & Suites Lubbock                                   | * Fairfield Inn & Suites San Antonio North/Stone Oak          |
| * Fairfield Inn & Suites Austin Buda                      | * Fairfield Inn & Suites Dallas Cedar Hill                          | * Fairfield Inn & Suites Decatur at Decatur Conference Center  | * Fairfield Inn & Suites Houston Humble                       | * Fairfield Inn & Suites Lubbock Southwest                         | * Fairfield Inn & Suites San Antonio SeaWorld®/Westover Hills |
| * Fairfield Inn & Suites Austin Downtown                  | * Fairfield Inn & Suites Dallas DFW Airport North/ Irving           | * Fairfield Inn & Suites Denton                                | * Fairfield Inn & Suites Houston Intercontinental Airport     | * Fairfield Inn & Suites Marshall                                  | * Fairfield Inn & Suites Snyder                               |
| * Fairfield Inn & Suites Austin Georgetown                | * Fairfield Inn & Suites Dallas DFW Airport North/Coppell Grapevine | * Fairfield Inn & Suites El Paso                               | * Fairfield Inn & Suites Houston Katy                         | * Fairfield Inn & Suites McAllen Airport                           | * Fairfield Inn & Suites Temple Belton                        |
| * Fairfield Inn & Suites Austin Northwest/Research Blvd   | * Fairfield Inn & Suites Dallas DFW Airport South/Irving            | * Fairfield Inn & Suites El Paso Airport                       | * Fairfield Inn & Suites Houston League City                  | * Fairfield Inn & Suites Midland                                   | * Fairfield Inn & Suites Terrell                              |
| * Fairfield Inn & Suites Austin Northwest/The Domain Area | * Fairfield Inn & Suites Dallas Downtown                            | * Fairfield Inn & Suites Fort Stockton                         | * Fairfield Inn & Suites Houston Memorial City Area           | * Fairfield Inn & Suites Monahans                                  | * Fairfield Inn & Suites Texarkana                            |
| * Fairfield Inn & Suites Austin Parmer/Tech Ridge         | * Fairfield Inn & Suites Dallas East                                | * Fairfield Inn & Suites Fort Worth Alliance Airport           | * Fairfield Inn & Suites Houston Missouri City                | * Fairfield Inn & Suites New Braunfels                             | * Fairfield Inn & Suites Tyler                                |
| * Fairfield Inn & Suites Austin San Marcos                | * Fairfield Inn & Suites Dallas Las Colinas                         | * Fairfield Inn & Suites Fort Worth Downtown/Convention Center | * Fairfield Inn & Suites Houston NASA/Webster                 | * Fairfield Inn & Suites Odessa                                    | * Fairfield Inn & Suites Tyler South                          |
| * Fairfield Inn & Suites Austin South                     | * Fairfield Inn & Suites Dallas Lewisville                          | * Fairfield Inn & Suites Fort Worth I-30 West Near NAS JRB     | * Fairfield Inn & Suites Houston North/Cypress Station        | * Fairfield Inn & Suites Pecos                                     | * Fairfield Inn & Suites Van Canton Area                      |
| * Fairfield Inn & Suites Austin-University Area           | * Fairfield Inn & Suites Dallas Love Field                          | * Fairfield Inn & Suites Fort Worth Northeast                  | * Fairfield Inn & Suites Houston North/Spring                 | * Fairfield Inn & Suites Pleasanton                                | * Fairfield Inn & Suites Victoria                             |
| * Fairfield Inn & Suites Bay City                         | * Fairfield Inn & Suites Dallas Mansfield                           | * Fairfield Inn & Suites Fort Worth South/Burleson             | * Fairfield Inn & Suites Houston Northwest/Willowbrook        | * Fairfield Inn & Suites Rockport                                  | * Fairfield Inn & Suites Waco North                           |
| * Fairfield Inn & Suites Beaumont                         | * Fairfield Inn & Suites Dallas McKinney                            | * Fairfield Inn & Suites Fort Worth Southwest at Cityview      | * Fairfield Inn & Suites Houston Pasadena                     | * Fairfield Inn & Suites San Angelo                                | * Fairfield Inn & Suites Waco South                           |
| * Fairfield Inn & Suites Brownsville North                | * Fairfield Inn & Suites Dallas Medical/Market Center               | * Fairfield Inn & Suites Fort Worth University Drive           | * Fairfield Inn & Suites Houston Richmond                     | * Fairfield Inn & Suites San Antonio Airport/North Star Mall       | * Fairfield Inn & Suites Waller                               |
| * Fairfield Inn & Suites Bryan College Station            | * Fairfield Inn & Suites Dallas Mesquite                            | * Fairfield Inn & Suites Fort Worth/Fossil Creek               | * Fairfield Inn & Suites Houston The Woodlands                | * Fairfield Inn & Suites San Antonio Alamo Plaza/Convention Center | * Fairfield Inn & Suites Weatherford                          |
| * Fairfield Inn & Suites Corinth I-35                     | * Fairfield Inn & Suites Dallas Park Central                        | * Fairfield Inn & Suites Fredericksburg                        | * Fairfield Inn & Suites Houston Westchase                    | * Fairfield Inn & Suites San Antonio Boerne                        | * Fairfield Inn & Suites Wichita Falls Northwest              |
| * Fairfield Inn & Suites Corpus Christi                   | * Fairfield Inn & Suites Dallas Plano                               | * Fairfield Inn & Suites Gainesville I-35                      |                                                               |                                                                    |                                                               |

- Tennessee

| * Fairfield Inn & Suites Athens                            | * Fairfield Inn & Suites Columbia              | * Fairfield Inn & Suites Kingsport                  | * Fairfield Inn & Suites Knoxville/East        | * Fairfield Inn & Suites Memphis I-240 & Perkins      | * Fairfield Inn & Suites Nashville Hendersonville  |
| * Fairfield Inn & Suites Bristol                           | * Fairfield Inn & Suites Cookeville            | * Fairfield Inn & Suites Knoxville Airport Alcoa    | * Fairfield Inn & Suites Lebanon               | * Fairfield Inn & Suites Morristown                   | * Fairfield Inn & Suites Nashville MetroCenter     |
| * Fairfield Inn & Suites Chattanooga                       | * Fairfield Inn & Suites Dickson               | * Fairfield Inn & Suites Knoxville Clinton          | * Fairfield Inn & Suites Memphis Arlington     | * Fairfield Inn & Suites Murfreesboro                 | * Fairfield Inn & Suites Nashville Near Vanderbilt |
| * Fairfield Inn & Suites Chattanooga I-24/Lookout Mountain | * Fairfield Inn & Suites Franklin Cool Springs | * Fairfield Inn & Suites Knoxville Lenoir City/I-75 | * Fairfield Inn & Suites Memphis Collierville  | * Fairfield Inn & Suites Nashville Airport            | * Fairfield Inn & Suites Nashville Smyrna          |
| * Fairfield Inn & Suites Chattanooga South/East Ridge      | * Fairfield Inn & Suites Gatlinburg Downtown   | * Fairfield Inn & Suites Knoxville Northwest        | * Fairfield Inn & Suites Memphis East/Galleria | * Fairfield Inn & Suites Nashville at Opryland        | * Fairfield Inn & Suites Pigeon Forge              |
| * Fairfield Inn & Suites Clarksville                       | * Fairfield Inn & Suites Jackson               | * Fairfield Inn & Suites Knoxville Turkey Creek     | * Fairfield Inn & Suites Memphis Germantown    | * Fairfield Inn & Suites Nashville Downtown/The Gulch | * Fairfield Inn & Suites Sevierville Kodak         |
| * Fairfield Inn & Suites Cleveland                         | * Fairfield Inn & Suites Johnson City          |                                                     |                                                |                                                       |                                                    |

- Utah

| * Fairfield Inn Provo                 | * Fairfield Inn St. George          | * Fairfield Inn & Suites Richfield                 | * Fairfield Inn & Suites Salt Lake City Downtown | * Fairfield Inn & Suites Salt Lake City South      |
| * Fairfield Inn Salt Lake City Draper | * Fairfield Inn & Suites Moab       | * Fairfield Inn & Suites Salt Lake City Airport    | * Fairfield Inn & Suites Salt Lake City Midvale  | * Fairfield Inn & Suites Virgin Zion National Park |
| * Fairfield Inn Salt Lake City Layton | * Fairfield Inn & Suites Provo Orem | * Fairfield Inn & Suites Salt Lake City Cottonwood |                                                  |                                                    |

- Vermont

| * Fairfield Inn Burlington Williston | * Fairfield Inn & Suites Waterbury Stowe | * Fairfield Inn & Suites White River Junction |

- Waszyngton

| * Fairfield Inn Issaquah            | * Fairfield Inn & Suites Grand Mound Centralia    | * Fairfield Inn & Suites Seattle Bremerton               | * Fairfield Inn & Suites Seattle Sea-Tac Airport | * Fairfield Inn & Suites Tacoma DuPont   | * Fairfield Inn & Suites Wenatchee |
| * Fairfield Inn Kennewick           | * Fairfield Inn & Suites Moses Lak                | * Fairfield Inn & Suites Seattle Downtown/Seattle Center | * Fairfield Inn & Suites Spokane Downtown        | * Fairfield Inn & Suites Tacoma Puyallup | * Fairfield Inn & Suites Yakima    |
| * Fairfield Inn & Suites Burlington | * Fairfield Inn & Suites Seattle Bellevue/Redmond | * Fairfield Inn & Suites Seattle Poulsbo                 | * Fairfield Inn & Suites Spokane Valley          |                                          |                                    |

- Waszyngton DC

| * Fairfield Inn & Suites Washington, DC/Downtown | * Fairfield Inn & Suites Washington, DC/New York Avenue |

- Wirginia

| * Fairfield Inn Richmond Chester                                  | * Fairfield Inn & Suites Charlottesville North          | * Fairfield Inn & Suites Emporia I-95                 | * Fairfield Inn & Suites Quantico Stafford    | * Fairfield Inn & Suites Roanoke Salem               | * Fairfield Inn & Suites Virginia Beach Oceanfront      |
| * Fairfield Inn & Suites Abingdon                                 | * Fairfield Inn & Suites Chesapeake                     | * Fairfield Inn & Suites Fredericksburg               | * Fairfield Inn & Suites Richmond Airport     | * Fairfield Inn & Suites South Boston                | * Fairfield Inn & Suites Virginia Beach Town Center     |
| * Fairfield Inn & Suites Alexandria                               | * Fairfield Inn & Suites Chesapeake Suffolk             | * Fairfield Inn & Suites Harrisonburg                 | * Fairfield Inn & Suites Richmond Ashland     | * Fairfield Inn & Suites South Hill I-85             | * Fairfield Inn & Suites Virginia Beach/Norfolk Airport |
| * Fairfield Inn & Suites Alexandria West/Mark Center              | * Fairfield Inn & Suites Chincoteague Island Waterfront | * Fairfield Inn & Suites Herndon Reston               | * Fairfield Inn & Suites Richmond Innsbrook   | * Fairfield Inn & Suites Staunton                    | * Fairfield Inn & Suites Williamsburg                   |
| * Fairfield Inn & Suites at Dulles Airport                        | * Fairfield Inn & Suites Christiansburg                 | * Fairfield Inn & Suites Lynchburg Liberty University | * Fairfield Inn & Suites Richmond Midlothian  | * Fairfield Inn & Suites Stony Creek                 | * Fairfield Inn & Suites Winchester                     |
| * Fairfield Inn & Suites Charlottesville Downtown/University Area | * Fairfield Inn & Suites Dulles Airport Chantilly       | * Fairfield Inn & Suites Potomac Mills Woodbridge     | * Fairfield Inn & Suites Roanoke Hollins/I-81 | * Fairfield Inn & Suites Strasburg Shenandoah Valley | * Fairfield Inn & Suites Wytheville                     |

- Wirginia Zachodnia

| * Fairfield Inn & Suites Charleston | * Fairfield Inn & Suites Huntington | * Fairfield Inn & Suites Martinsburg | * Fairfield Inn & Suites Princeton | * Fairfield Inn & Suites Wheeling at The Highlands |
| * Fairfield Inn & Suites Fairmont   | * Fairfield Inn & Suites Lewisburg  | * Fairfield Inn & Suites Morgantown  | * Fairfield Inn & Suites Weirton   |                                                    |

- Wisconsin

| * Fairfield Inn Racine                             | * Fairfield Inn & Suites Fond du Lac              | * Fairfield Inn & Suites Lake Geneva            | * Fairfield Inn & Suites Milwaukee Airport    | * Fairfield Inn & Suites Milwaukee West | * Fairfield Inn & Suites Wausau          |
| * Fairfield Inn & Suites Appleton                  | * Fairfield Inn & Suites Green Bay Southwest      | * Fairfield Inn & Suites Madison East           | * Fairfield Inn & Suites Milwaukee Brookfield | * Fairfield Inn & Suites Oshkosh        | * Fairfield Inn & Suites Whitewater      |
| * Fairfield Inn & Suites Beloit                    | * Fairfield Inn & Suites Kenosha Pleasant Prairie | * Fairfield Inn & Suites Madison Verona         | * Fairfield Inn & Suites Milwaukee Downtown   | * Fairfield Inn & Suites Sheboygan      | * Fairfield Inn & Suites Wisconsin Dells |
| * Fairfield Inn & Suites Eau Claire Chippewa Falls | * Fairfield Inn & Suites La Crosse Downtown       | * Fairfield Inn & Suites Madison West/Middleton | * Fairfield Inn & Suites Milwaukee North      | * Fairfield Inn & Suites Stevens Point  |                                          |

- Wyoming

| * Fairfield Inn & Suites Afton Star Valley | * Fairfield Inn & Suites Cheyenne Southwest/Downtown Area | * Fairfield Inn & Suites Laramie | * Fairfield Inn & Suites Sheridan |
| * Fairfield Inn & Suites Cheyenne          | * Fairfield Inn & Suites Gillette                         | * Fairfield Inn & Suites Rawlins |                                   |

### Ameryka Środkowa & Karaiby
- Kostaryka

- Fairfield by Marriott San Jose Airport Alajuela

- Meksyk

| * Fairfield Inn Los Cabos               | * Fairfield Inn & Suites Cancun Airport  | * Fairfield Inn & Suites Mexico City Vallejo  | * Fairfield Inn & Suites San Luis Potosi          | * Fairfield Inn & Suites Tijuana              |
| * Fairfield Inn Monterrey Airport       | * Fairfield Inn & Suites Cancun Downtown | * Fairfield Inn & Suites Nogales              | * Fairfield Inn & Suites Silao Guanajuato Airport | * Fairfield Inn & Suites Villahermosa Tabasco |
| * Fairfield Inn & Suites Aguascalientes | * Fairfield Inn & Suites Mexicali        | * Fairfield Inn & Suites Queretaro Juriquilla |                                                   |                                               |

- Salwador

- Fairfield by Marriott San Salvador

### Azja
- Chiny

| * Fairfield by Marriott Baiyin Downtown        | * Fairfield by Marriott Danyang               | * Fairfield by Marriott Hangzhou Xihu District | * Fairfield by Marriott Liaocheng Dongchangfu                      | * Fairfield by Marriott Shijiazhuang High-Tech Zone | * Fairfield by Marriott Wuhan Wuchang       |
| * Fairfield by Marriott Baoding High-Tech Zone | * Fairfield by Marriott Dongguan Changping    | * Fairfield by Marriott Hangzhou Xintiandi     | * Fairfield by Marriott Ningbo Yinzhou                             | * Fairfield by Marriott Suzhou High-Tech Zone       | * Fairfield by Marriott Xi'an Chanba        |
| * Fairfield by Marriott Beijing Daxing Airport | * Fairfield by Marriott Foshan Nanhai         | * Fairfield by Marriott Harbin Downtown        | * Fairfield by Marriott Qinhuangdao Haigang                        | * Fairfield by Marriott Taichung                    | * Fairfield by Marriott Xi’an North Station |
| * Fairfield by Marriott Beijing Haidian        | * Fairfield by Marriott Guangzhou Tianhe Park | * Fairfield by Marriott Huai'an Downtown       | * Fairfield by Marriott Shanghai Hongqiao NECC                     | * Fairfield by Marriott Taiyuan South               | * Fairfield by Marriott Zhuhai Xiangzhou    |
| * Fairfield by Marriott Bijie                  | * Fairfield by Marriott Guiyang Guanshanhu    | * Fairfield by Marriott Jingdezhen             | * Fairfield by Marriott Shanghai Jingan                            | * Fairfield by Marriott Taizhou Bay                 | * Fairfield by Marriott Xining North        |
| * Fairfield by Marriott Changzhou Jintan       | * Fairfield by Marriott Haidong               | * Fairfield by Marriott Jingzhou               | * Fairfield by Marriott Shanghai Pudong Central                    | * Fairfield by Marriott Taizhou City Centre         | * Fairfield by Marriott Yuyao               |
| * Fairfield by Marriott Chongqing Yongchuan    | * Fairfield by Marriott Hangzhou Xiaoshan     | * Fairfield by Marriott Kunming Xinying        | * Fairfield by Marriott Shenzhen Shenshan Special Cooperation Zone | * Fairfield by Marriott Wuhan Jiangxia              | * Fairfield by Marriott Zibo                |

- Indie

| * Fairfield by Marriott Agra      | * Fairfield by Marriott Bengaluru Outer Ring Road   | * Fairfield by Marriott Chennai OMR | * Fairfield by Marriott Goa Benaulim         | * Fairfield by Marriott Jodhpur                      | * Fairfield by Marriott Pune Kharadi  |
| * Fairfield by Marriott Ahmedabad | * Fairfield by Marriott Bengaluru Rajajinagar       | * Fairfield by Marriott Coimbatore  | * Fairfield by Marriott Goa Calangute        | * Fairfield by Marriott Kolkata                      | * Fairfield by Marriott Sriperumbudur |
| * Fairfield by Marriott Amritsar  | * Fairfield by Marriott Bengaluru Whitefield        | * Fairfield by Marriott Dehradun    | * Fairfield by Marriott Hyderabad Gachibowli | * Fairfield by Marriott Lucknow                      | * Fairfield by Marriott Vadodara      |
| * Fairfield by Marriott Belagavi  | * Fairfield by Marriott Chennai Mahindra World City | * Fairfield by Marriott Goa Anjuna  | * Fairfield by Marriott Indore               | * Fairfield by Marriott Mumbai International Airport | * Fairfield by Marriott Visakhapatnam |

- Indonezja

| * Fairfield by Marriott Bali Kuta Sunset Road | * Fairfield by Marriott Bali Legian | * Fairfield by Marriott Bali South Kuta | * Fairfield by Marriott Belitung | * Fairfield by Marriott Surabaya |

- Japonia

| * Fairfield by Marriott Gifu Gujo                 | * Fairfield by Marriott Hokkaido Eniwa         | * Fairfield by Marriott Hyogo Tajima Yabu        | * Fairfield by Marriott Mie Mihama                 | * Fairfield by Marriott Okayama Tsuyama | * Fairfield by Marriott Tochigi Nikko      |
| * Fairfield by Marriott Gifu Mino                 | * Fairfield by Marriott Hokkaido Minamifurano  | * Fairfield by Marriott Kagoshima Tarumizu Japan | * Fairfield by Marriott Mie Odai                   | * Fairfield by Marriott Osaka Namba     | * Fairfield by Marriott Tochigi Utsunomiya |
| * Fairfield by Marriott Gifu Seiryu Satoyama Park | * Fairfield by Marriott Hokkaido Naganuma      | * Fairfield by Marriott Kyoto Amanohashidate     | * Fairfield by Marriott Nara Tenri Yamanobenomichi | * Fairfield by Marriott Sapporo         | * Fairfield by Marriott Wakayama Kushimoto |
| * Fairfield by Marriott Gifu Takayama Shokawa     | * Fairfield by Marriott Hyogo Awaji Fukura     | * Fairfield by Marriott Kyoto Kyotamba           | * Fairfield by Marriott Okayama Hiruzen Highland   | * Fairfield by Marriott Tochigi Motegi  | * Fairfield by Marriott Wakayama Susami    |
| * Fairfield by Marriott Hiroshima Sera Japan      | * Fairfield by Marriott Hyogo Kannabe Highland | * Fairfield by Marriott Kyoto Minamiyamashiro    |                                                    |                                         |                                            |

- Kambodża

- Fairfield by Marriott Phnom Penh

- Korea Południowa

| * Fairfield by Marriott Busan | * Fairfield by Marriott Busan Songdo Beach | * Fairfield by Marriott Seoul |

- Malezja

| * Fairfield by Marriott Bintulu Paragon | * Fairfield Kuala Lumpur Jalan Pahang |

- Nepal

- Fairfield by Marriott Kathmandu

- Wietnam

- Fairfield by Marriott South Binh Duong